# Traversée de Bruxelles à la nage
La Traversée de Bruxelles à la nage est une course de nage en eau libre. Elle a lieu pour la première fois en 1910.

## La course
Inspirée par la Traversée de Paris à la nage (première édition en 1905), l’épreuve est organisée par le Cercle de Natation de Bruxelles.
Elle se nage en eau morte dans le canal de Willebroeck, à travers lequel elle parcourt une distance de 3 800 mètres,. 
Par exception, elle a lieu en 1911 au lac du bois de la Cambre, sur sa longueur habituelle de 4 km.
En 1922, l’événement est « la plus ancienne épreuve de grand fond de Belgique ».

## Palmarès
| Année | Vainqueur                                        | deuxième         | troisième        | quatrième     |
| ----- | ------------------------------------------------ | ---------------- | ---------------- | ------------- |
| 1910  | Joseph Pletinckx                                 | de La Haye       | Pfeifenschneider | Thiele        |
| 1911  | T-S. Battersby (1 h 03 min)                      | Joseph Pletinckx | Vanhaelen        |               |
| 1922  | Cor Zegger (en) (1 h 04 min)                     | Léon Barrière    | Van der Elst     | Plantenga     |
| 1924  | Jean Rebeyrol (56 min)                           | Armand Lanoix    | Frank            | Henri Duvanel |
| 1933  | Raimund Deiters (de) (1 h 07 min, en nage libre) | Stevens          | Borgers          | Verreycken    |